# ФК Ахмат Грозни
Републикански фудбалски клуб Ахмат Грозни (чеч. футболан клуб Ахмат Соьлжа-ГӀала; рус. Республиканский футбольный клуб Ахмат Грозный), познатији као Ахмат Грозни, је руски професионални фудбалски клуб из Грозног, Чеченија, који тренутно наступа у Премијер лиги Русије. Клуб је носио име Терек од 1958. до 2017. године.

## Историја
Клуб је основан 1946. године под називом Динамо. Назив је промењено 1948. године у Нефтјаник а опет 1958. године у Терек. Клуб опет мења име 2017. године у Ахмат у част Ахмада Кадирова.
Средином деведесетих година клуб је расформиран због рата у Чеченији. Након рата до 2007. године клуб је утакмице као домаћин играо у Пјатигорску, Ставропољска Покрајина. Пре почетка Премијер лиге 2008. године, Фудбалски савез Русије одобрио је Тереку да своје утакмице као домаћин игра у Грозном.
Клуб је 2004. године освојио Куп Русије победом од 1:0 против ФК Крила Совјетов у финалу. Исте сезоне освојили су Прву лигу и остварили пласман у Премијер лигу. У 2004. години дебитовали су у квалификацијама за Уефа куп. Први противник био им је Лех из Пољске. Терек је као домаћин победио са 1:0, у реваншу су такође победили са 1:0 и остварили су пласман у првој рунди УЕФА купа. За противника су добили ФК Базел из Швајцарске. У Русији су одиграли нерешено 1:1 а у Швајцарској су изгубили са 2:0 чиме су завршили своје учешће у такмичењу. Своју дебитантску сезону у Премијер лиги 2005. године су завршили на последњем 16. месту. У сезони 2007. завршили су на 2. месту Прве лиге и обезбедили су повратак у Премијер лигу.
Клуб од 2011. године игра на новом стадиону Ахмат арени has капацитета 30,000.
Камерунски ФК Лотус-Терек Јаунде, који је основао бивши Тереков играч Гај Есаме, је под управом Терека.
У јануару 2011. године клуб је за тренера изабрао бившег холандског репрезентативца Руда Гулита са којим су потписали уговор на 18 месеци. Међутим 14. јуна 2011. Гулит је добио отказ због лоших резултата.
Терек је 7. јуна 2017. године променио име у ФК Ахмат, у част Ахмада Кадирова, бившег Шефа (главе) Чеченске Републике.

## Достигнућа
Куп Русије
- Шампиони (1): 2003/04.

Суперкуп Русије
- Друго место (1): 2005.

Прва лига
- Шампиони (1): 2004.
- Друго место (1): 2007.

## Тренутни састав
Ажурирано од 16. јануара 2019.
| Бр. |           | Позиција | Играч                                     |
| --- | --------- | -------- | ----------------------------------------- |
| 2   | Бразил    | О        | Родолфо                                   |
| 3   | Русија    | О        | Заурбек Плијев                            |
| 4   | Венецуела | О        | Вилкер Анхел                              |
| 5   | Русија    | О        | Магомед Мусалов (на позајмици из ФК Анжи) |
| 6   | Русија    | С        | Михаил Гашченков                          |
| 7   | Русија    | Н        | Абубакар Кадиров                          |
| 8   | Пољска    | С        | Дамјан Шимански                           |
| 10  | Русија    | С        | Халид Кадиров                             |
| 11  | Бразил    | С        | Исмаел                                    |
| 13  | Иран      | О        | Милад Мохамади                            |
| 14  | Бразил    | С        | Раванели                                  |
| 15  | Русија    | О        | Андреј Семјонов                           |
| 16  | Русија    | Г        | Евгениј Городов                           |

| Бр. |          | Позиција | Играч                          |
| --- | -------- | -------- | ------------------------------ |
| 17  | Сенегал  | Н        | Аблај Мбенг                    |
| 18  | Албанија | Н        | Беким Балај                    |
| 19  | Русија   | С        | Олег Иванов (заменик капитена) |
| 20  | Хрватска | О        | Зоран Нижић                    |
| 21  | Албанија | С        | Одис Роши                      |
| 23  | Русија   | С        | Антон Швец                     |
| 31  | Русија   | Г        | Александр Шеплаков             |
| 33  | Русија   | Г        | Виталиј Гудијев                |
| 40  | Русија   | О        | Ризван Уцијев (капитен)        |
| 59  | Русија   | С        | Евгениј Харин                  |
| 77  | Србија   | С        | Бернард Бериша                 |
| 87  | Русија   | С        | Лечиј Садулајев                |
| 95  | Русија   | Н        | Магомед Митришев               |

### На позајмици
| Бр. |        | Позиција | Играч                                                    |
| --- | ------ | -------- | -------------------------------------------------------- |
|     | Русија | С        | Ајуб Бацујев (ФК Чајка Пешанокопскоје до 30. јуна 2019.) |
|     | Русија | С        | Роланд Гиголајев (ФК Анжи до 30. јуна 2019.)             |
|     | Русија | Н        | Аптиј Ахјадов (ФК Анжи до 30. јуна 2019.)                |

| Бр. |        | Позиција | Играч                                              |
| --- | ------ | -------- | -------------------------------------------------- |
|     | Русија | Н        | Заур Садајев (at МКЕ Анкарагуџу до 30. јуна 2019.) |
|     | Русија | Н        | Идрис Умајев (at ФК Паланга до 30. јуна 2019.)     |